# Bhichai Rattakul

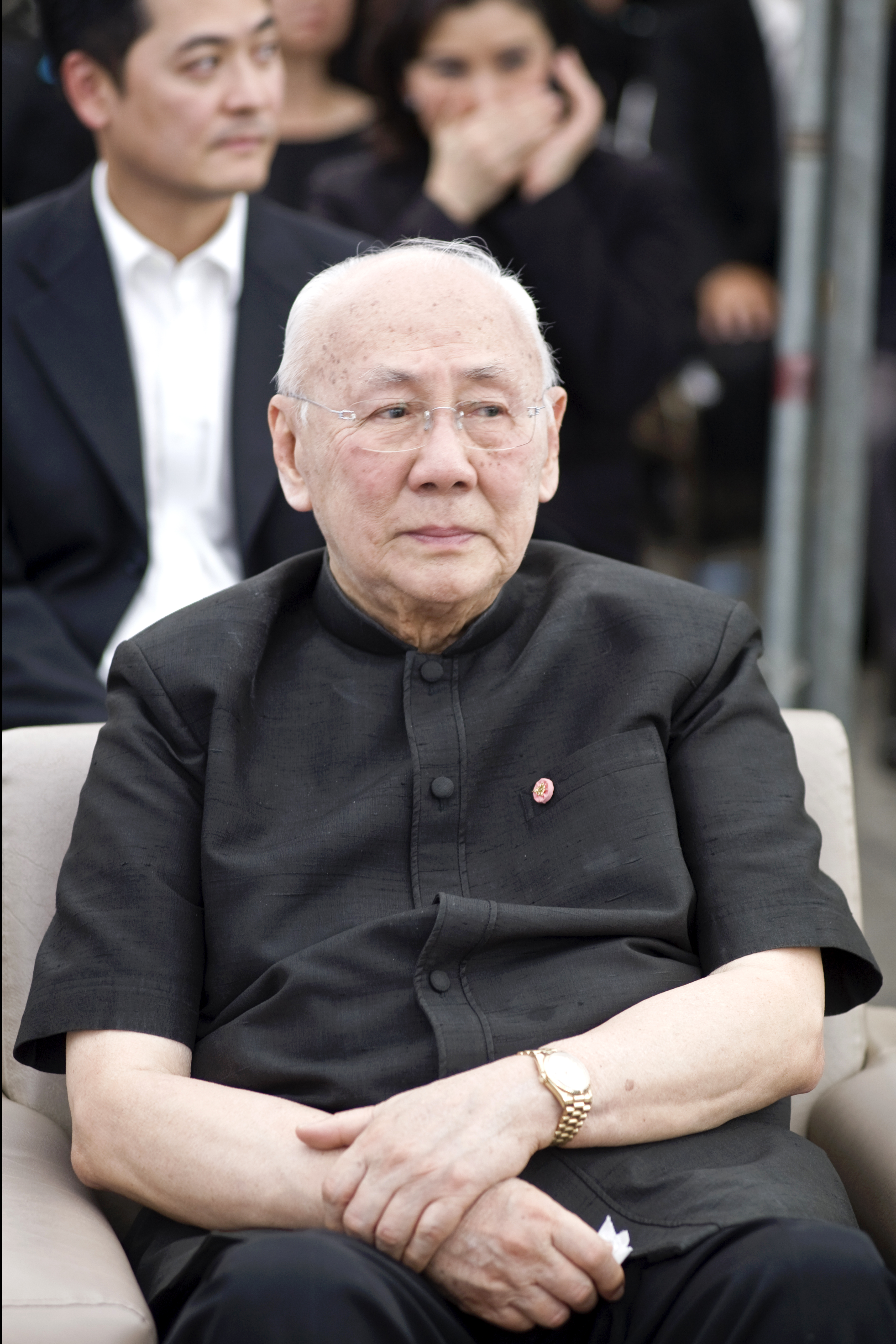
Bhichai Rattakul (2010)

Bhichai Rattakul (thailändisch พิชัย รัตตกุล, RTGS Phichai Rattakun, Aussprache: [pʰíʨʰaj ráttàkun]; * 16. September 1926 in Bangkok; † 28. Februar 2022 ebenda) war ein thailändischer Politiker. Er war von 1982 bis 1989 Vorsitzender der Demokratischen Partei, stellvertretender Ministerpräsident (1983–1990 und 1997–2000) sowie Präsident der Nationalversammlung (Juni bis November 2000).

## Leben und politische Karriere
Bhichais Vorfahren sind vor vier Generationen aus China eingewandert. Er hatte acht jüngere Geschwister, darunter Phairoch Rattakul (1933–2018). Bhichai war mit Khun Ying Jaruay Rattakul (คุณหญิงจรวย รัตตกุล) verheiratet. Sie haben zwei Söhne, Phichit Rattakul (พิจิตต รัตตกุล; * 1946), ehemaliger Gouverneur von Bangkok, und Anatchai Rattakul (อาณัฐชัย รัตตกุล; * 1954), sowie eine Tochter, Patcharee Wongpaitoon.
Bhichai besuchte das Bangkok Christian College und absolvierte ein Handelsstudium am St Stephen’s College in Hongkong. Bis zu seinem Eintritt in die Politik arbeitete er in der Leitung eines Familienunternehmens.
Er trat 1958 der Demokratischen Partei bei. 1969 wurde Bhichai erstmals als Abgeordneter eines Bangkoker Wahlkreises in das thailändische Repräsentantenhaus gewählt. Nach dem Volksaufstand im Oktober 1973 wurde er zum Mitglied der Nationalen Legislativversammlung ernannt. In Seni Pramojs kurzlebigem zweitem Kabinett war Bhichai von Februar bis März 1975 Außenminister, ebenso im Kabinett Seni III von April bis Oktober 1976. Die Regierung wurde im Zuge des Massakers an der Thammasat-Universität am 6. Oktober 1976 gestürzt.
Nach dem Rücktritt Thanat Khomans übernahm Bhichai 1982 den Vorsitz der Demokratischen Partei. Nach Zugewinnen bei der Parlamentswahl 1983 trat diese als Koalitionspartner in die „halbdemokratische“ Regierung von General Prem Tinsulanonda ein, in der Bhichai das Amt des stellvertretenden Ministerpräsidenten erhielt. Bei der Parlamentswahl 1986 wurden die Demokraten stärkste Partei, überließen die Regierungsführung jedoch weiterhin Prem, Bhichai blieb dessen Stellvertreter. Bei der vorgezogenen Neuwahl 1988 halbierte sich die Sitzzahl der Demokratischen Partei, wurde aber als Juniorpartner in der Koalitionsregierung von Chatichai Choonhavan (Chart-Thai-Partei) beteiligt. Auch in dieser war Bhichai bis Dezember 1990 Vizeregierungschef, dann wechselten die Demokraten in die Opposition.
Als Parteivorsitzender trat Bhichai 1991 zurück, sein Nachfolger wurde Chuan Leekpai. Bei der schweren Wahlniederlage der Demokratischen Partei bei der im März 1992 verlor auch Bhichai seinen Parlamentssitz. 1994 übernahm er den Vorsitz im Organisationskomitee für die Asienspiele 1998 in Bangkok. Bei der Parlamentswahl 1995 errang er wieder ein Mandat im 6. Wahlkreis von Bangkok. In Chuan Leekpais zweitem Kabinett war Bhichai von November 1997 bis Juni 2000 erneut stellvertretender Ministerpräsident. Am 30. Juni 2000 wurde er zum Vorsitzenden des Repräsentantenhauses gewählt, damit war er zugleich Präsident der thailändischen Nationalversammlung. Das Doppelamt hatte er bis zum 9. November 2000 inne. Bei der Wahl 2001 schied er endgültig aus dem Parlament aus.
Bhichai war seit seinem 31. Lebensjahr Mitglied des Rotary-Clubs Thonburi. 2002–2003 war er Präsident des Weltverbands Rotary International. In dieser Funktion besuchte er 2002 das erste Finale des Internationalen Rotary Musikwettbewerbes und übergab die Preise. Sein zentrales Projekt war PolioPlus, die Impfung aller Kinder gegen Kinderlähmung und der endgültige Sieg über diese Krankheit.
Die thailändische Ramkhamhaeng-Universität in Bangkok verlieh Bhichai einen Ehrendoktortitel in Politikwissenschaft. In Thailand war er Ehrenvizepräsident des Thai Scout Council, Vorsitzender der Anti-Korruptions-Kommission, der Anti-Drogen-Kommission und des Olympic Committee Award.